# (5537) Sanya
(5537) Sanya est un astéroïde de la ceinture principale.

## Description
(5537) Sanya est un astéroïde de la ceinture principale. Il fut découvert le 9 octobre 1964 à Nanking par l'observatoire de la Montagne Pourpre. Il présente une orbite caractérisée par un demi-grand axe de 2,28 UA, une excentricité de 0,17 et une inclinaison de 6,0° par rapport à l'écliptique.

## Compléments